# (3904) Honda
(3904) Honda ist ein Asteroid des mittleren Hauptgürtels, der am 22. Februar 1988 vom britisch-australischen Astronomen Robert McNaught am Siding-Spring-Observatorium in Australien bei einer Helligkeit von 16 mag entdeckt wurde. Nachträglich konnte der Asteroid bereits auf Aufnahmen nachgewiesen werden, die am 13. Februar 1939 an der Sternwarte der Universität Turku in Finnland, im Februar 1947 am Yerkes Observatory in Wisconsin, im Februar 1951 am McDonald Observatory in Texas und im März 1984 ebenfalls in Siding Spring gemacht worden waren.
Der Asteroid wurde benannt nach dem japanischen Amateurastronomen Minoru Honda für dessen herausragende Leistung bei der Entdeckung von 12 Kometen und 12 Novae. Die Kometenentdeckungen wurden im Zeitraum 1940 bis 1968 visuell gemacht, allein im letzten Jahr kamen drei Entdeckungen hinzu. Honda konzentrierte sich dann auf die fotografische Nova-Suche, wobei seine ersten beiden Entdeckungen 1970 erfolgten. Die erste, FH Serpentis, zeigte während ihres Verblassens ein ausgeprägtes Minimum, und Multifrequenzbeobachtungen dieses Objekts machen es zu einem Maßstab für Nova-Studien. Obwohl er chronologisch gesehen nicht der erste Entdecker der hellen Nova V1500 Cygni im Jahr 1975 war, war es seine Beobachtung, die erstmals in der astronomischen Gemeinschaft verbreitet wurde. Diese Entdeckungen hatten einen großen Einfluss auf die Entwicklung der astronomischen Interessen des Entdeckers.

## Wissenschaftliche Auswertung
Eine Auswertung von Beobachtungen durch das Projekt NEOWISE im nahen Infrarot führte 2011 zu vorläufigen Werten für den Durchmesser und die Albedo im sichtbaren Bereich von 16,1 km bzw. 0,11. Nachdem die Werte nach neuen Messungen mit NEOWISE 2012 auf 14,4 km bzw. 0,23 geändert worden waren, wurden sie 2014 auf 14,8 km bzw. 0,14 korrigiert. Nach der Reaktivierung von NEOWISE im Jahr 2013 und Registrierung neuer Daten wurden die Werte 2016 angegeben mit 13,5 km bzw. 0,20, diese Angaben beinhalten aber hohe Unsicherheiten.
Photometrische Beobachtungen von (3904) Honda fanden erstmals statt vom 13. bis 20. Oktober 2019 am Sopot Astronomical Observatory (SAO) in Serbien. Aus der aufgezeichneten Lichtkurve wurde eine Rotationsperiode von 8,464 h abgeleitet, aber auch eine doppelt so lange Periode konnte nicht gänzlich ausgeschlossen werden.
Aus archivierten Daten des Asteroid Terrestrial-impact Last Alert System (ATLAS) aus dem Zeitraum 2015 bis 2018 wurden dann in einer Untersuchung von 2020 mit der Methode der konvexen Inversion ein dreidimensionales Gestaltmodell des Asteroiden für eine Rotationsachse mit prograder Rotation sowie eine Periode von 8,4585 h bestimmt. Aus den Daten von ATLAS konnte in einer Untersuchung von 2022 mit der Methode der konvexen Inversion noch einmal eine Rotationsperiode von 8,4587 h bestimmt werden.
Im Jahr 2023 wurde aus photometrischen Messungen von Gaia DR3 erneut ein dreidimensionales Gestaltmodell des Asteroiden für eine Rotationsachse mit prograder Rotation und einer Periode von 8,4587 h berechnet.